# История науки
Исто́рия нау́ки — развитие разнообразных наук или история современного научного мировоззрения: картина исторического развития научных учений, фактов и явлений, фиксируемых наукой, методологий, представлений, мировоззрений, процессов и проблем, влияние которых может быть прослежено во времени.
Наука, в частности, представляет собой совокупность эмпирических, теоретических и практических знаний о мире, полученных научным сообществом. Поскольку с одной стороны наука представляет объективное знание, а с другой — процесс его получения и использования людьми, добросовестная историография науки должна принимать во внимание не только историю мысли, но и историю развития общества в целом.
Изучение истории современной науки опирается на большое количество сохранившихся оригинальных или переизданных текстов. Однако сами слова «наука» и «учёный» вошли в употребление лишь в XVIII—XX веках, а до этого естествоиспытатели называли своё занятие «натуральной философией».
Хотя эмпирические исследования известны ещё с античных времён (например, работы Аристотеля и Теофраста), а научный метод был в своих основах разработан в Средние века (например, у Ибн аль-Хайсама, Аль-Бируни или Роджера Бэкона), начало современной науки восходит к Новому времени, периоду, называемому научной революцией, произошедшей в XVI—XVII веках в Западной Европе.
Научный метод считается столь существенным для современной науки, что многие учёные и философы считают работы, сделанные до научной революции, «преднаучными». Поэтому историки науки нередко дают науке более широкое определение, чем принято в наше время, чтобы включать в свои исследования период Античности и Средневековья.

## Изучение истории науки
Основания дисциплины истории науки, как и других исторических, были заложены в XVIII и XIX веках. Дени Дидро (1713-1784) и Жану Лерону Д’Аламберу (1717-1783) в их «Энциклопедии, или толковом словаре наук, искусств и ремёсел» (1751-1780) характерна высокая оценка творчества мыслителей XVII столетия — Фрэнсиса Бэкона (1561-1626), Рене Декарта (1596-1650), Исаака Ньютона (1642-1727) и Джона Локка (1632-1704), за то, что они изгнали из своих трудов схоластику, «слепое преклонение перед древностью» и иные «надругательства".
Джордж Сартон (1884-1956), редактор первого журнала по истории науки Isis (1912), говорил, что «именно Огюста Конта следует считать основателем истории науки или, по крайней мере, первым человеком, имевшим ясное и четкое, если не полное, видение ее». Джим Секорд замечал, что история науки как таковая развивалась как дисциплина в Европе и Северной Америке в конце XIX века, чтобы проследить становление отчетливо современного мира под европейским господством (см. Европоцентризм).
Мах представлял историю науки как процесс постепенного отделения науки от метафизики и религии, каковое представление, как отмечает проф. Маргарет Ослер, значительно повлияло на формирование истории науки как академической дисциплины в XX столетии.

### В России
В 1921 году по предложению В. И. Вернадского была создана Комиссия по изучению истории науки, философии и техники" при РАН. В 1922 произошло ее переименование в Комиссию по истории знаний (КИЗ) АН СССР. Председателем ее был В. И. Вернадский.
В 1932 года на базе КИЗ возник Институт истории науки и техники АН СССР (по 1938). С 1944 года работает Институт истории естествознания и техники имени С. И. Вавилова РАН.
По истории науки организуются регулярные научные конференции:
- C 1995 — Годичная конференция ИИЕТ РАН[7]
- C 2014 — История науки: Источники, памятники, наследие[8][9].

## История развития науки
К одной из проблем в изучении истории науки относят проблему периодизации.
Обычно выделяют следующие периоды развития науки:
- Пранаука — зарождение науки в цивилизациях Древнего Востока: астрологии, доевклидова геометрия, грамоты, нумерологии.
- Античная наука — формирование первых научных теорий (атомизм) и составление первых научных трактатов в эпоху Античности: астрономия Птолемея, ботаника Теофраста, геометрия Евклида, физика Аристотеля, а также появление первых протонаучных сообществ в лице Академии.
- Наука Средневековья — формирование научного метода и экспериментальной науки на примере алхимии Джабира ибн Хайяна.
- Научная революция и классическая наука — формирование науки в современном смысле в трудах Галилея, Ньютона, Линнея.
- Неклассическая (постклассическая) наука — наука эпохи кризиса классической рациональности: теория эволюции Дарвина, теория относительности Эйнштейна, принцип неопределённости Гейзенберга, теория Большого Взрыва, теория катастроф Рене Тома, фрактальная геометрия Мандельброта.

Возможно и другое деление на периоды:
- Доклассический (ранняя античность, поиск абсолютной истины, наблюдение и размышление, метод аналогий).
- Классический (XVI—XVII вв., появляется планирование экспериментов, введён принцип детерминизма, повышается значимость науки).
- Неклассический (конец XIX в., появление мощных научных теорий, например, теории относительности, поиск относительной истины, становится ясно, что принцип детерминизма не всегда применим, а экспериментатор оказывает влияние на поиск эксперимента).

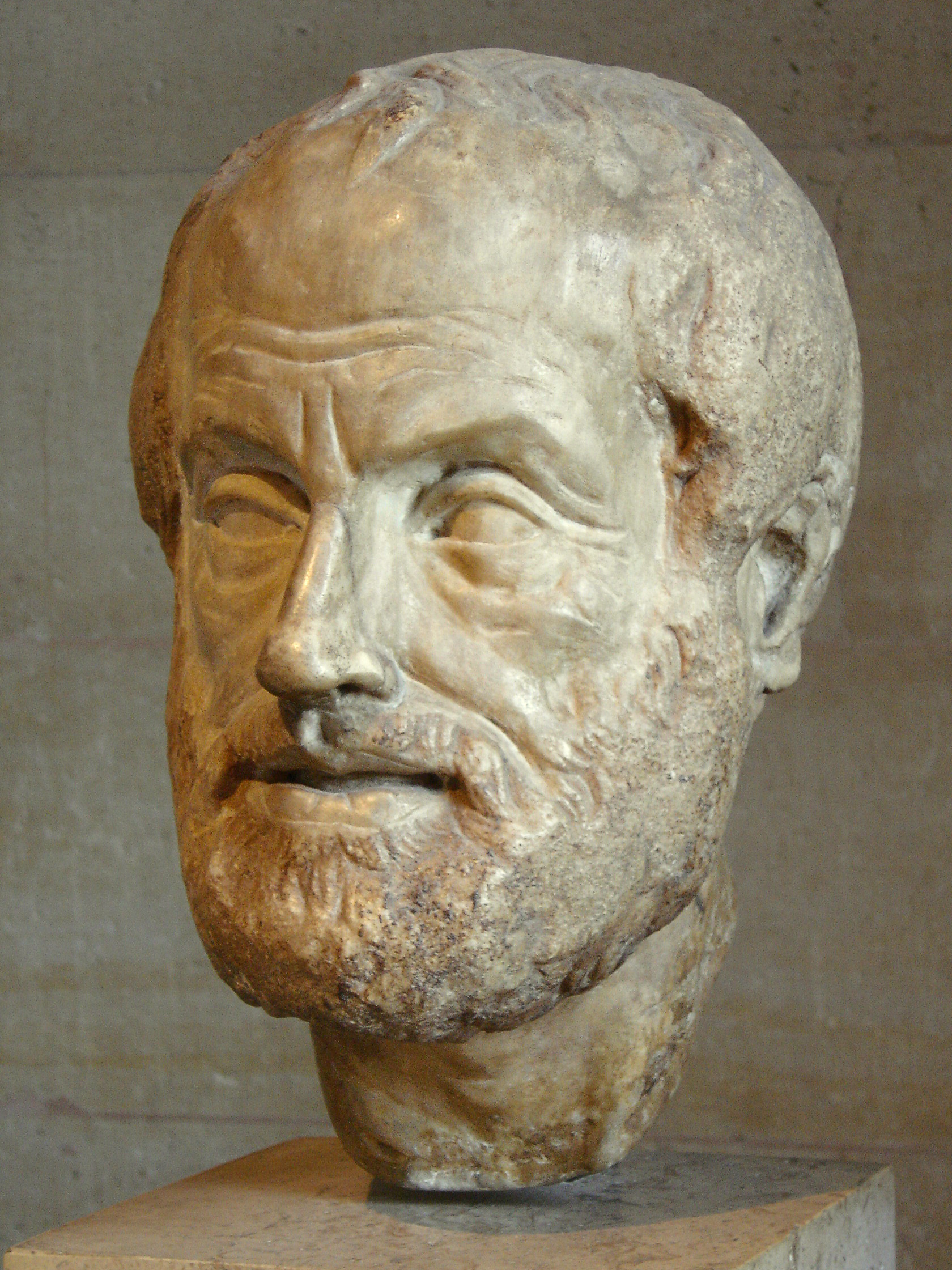
Аристотель

### Наука в Древние времена
Накопление знаний происходило с появлением цивилизаций и письменности; известны достижения древних цивилизаций (египетской, месопотамской и т. д.) в области астрономии, математики, медицины и др. Однако в условиях господства мифологического, дорационального сознания эти успехи не выходили за чисто эмпирические и практические рамки. Так, например, Египет славился своими геометрами; но если взять египетский учебник геометрии, то там можно увидеть лишь набор практических рекомендаций для землемера, изложенных догматически («если хочешь получить то-то, делай так-то и так-то»); понятие же теоремы, аксиомы и особенно доказательства было этой системе абсолютно чуждо. Действительно, требование «доказательств» показалось бы почти кощунством в условиях, предполагавших авторитарную передачу знания от учителя к ученику.
Можно считать, что истинный фундамент классической науки был заложен в Древней Греции, начиная примерно с VI в. до н. э., когда на смену мифологическому мышлению впервые пришло мышление рационалистическое. Эмпирия, во многом заимствованная греками у египтян и вавилонян, дополняется научной методологией: устанавливаются правила логических рассуждений, вводится понятие гипотезы и т. д., появляется целый ряд гениальных прозрений, как например теория атомизма. Особенно важную роль в разработке и систематизации как методов, так и самих знаний сыграл Аристотель.

### Наука Средневековья
Исламский Восток
В VII веке в Аравии образовалась новая Арабская империя, которое путём завоеваний до середины VIII века выросло в большую феодальную державу — Арабский халифат, так что в его состав (кроме стран Арабского Востока), входили Иран, Афганистан, часть Средней Азии и Северо-Запад Индии, страны Северной Африки, Закавказья, и значительная часть Пиренейского полуострова (Андалусия). Таким образом, расширяя границы своего государства, арабы творчески усвоили культуру древнего мира — греко-эллинскую, римскую, египетскую, арамейскую, иранскую, индийскую и китайскую, переняв её от завоёванных или соседних народов с участием подчинённых им народов — тюрков, сирийцев, персов, хорезмийцев (ныне — узбеки и туркмены), таджиков, берберов, испанцев (андалусцев) и других. Общим внешним признаком всех этих культур был арабский язык. Арабы сделали важный шаг в развитии общечеловеческой цивилизации. Арабская исламская наука в начале своей истории развивалась под влиянием древнегреческой науки и под влиянием и во взаимодействии с современной ей высокоразвитой наукой народов Закавказья, Персии, Сирии, Египта, Индии, Средней Азии.
Дальнейшее развитие арабской науки обуславливалось потребностями производства и военного дела, которому арабские завоеватели придавали большое значение. Арабская наука, как и арабская культура вообще, сосредоточивалась в достаточно широкой в то время сети образовательных учреждений. Школьное образование возникло после арабских завоеваний, когда арабский язык распространился как язык администрации и религии. Начальные школы при мечетях (мектебы или кюттабы) существовали уже с VIII века.
С развитием филологических и естественных наук в Багдадском халифате, а затем и в других арабских государствах возникают научно-учебные центры: начиная с VIII века грамматические школы в Басре, Куфе и Багдаде. В 830 году в Багдаде создана академия «Дар аль-улюм» («Дом наук»). В 972 году в Каире основан университет аль-Азхар. Высокого развития достигло образование на арабо-пиренейских землях. В X веке в одной только Кордове было 27 медресе, где преподавали медицину, математику, астрономию, философию.
Исторической заслугой арабов является то, что они, переняв достижения науки античного времени, развили её дальше и передали народам Запада, став, таким образом, будто мостом между античностью и современной цивилизацией. Произведения Евклида, Архимеда и Птолемея стали известны Западной Европе благодаря арабам через латинские переводы XII века. Труд Птолемея «Мегале синтаксис» («Великое построение») известно Западной Европе в арабском переводе как «Альмагест». Имея представление о шарообразности земли, арабы в 827 году в Сирийской пустыне измерили дугу меридиана для определения размеров земного шара, исправили и дополнили астрологические таблицы, дали названия многим звёздам (Вега, Альдебаран, Альтаир). В Багдаде, Самарканде и Дамаске существовали обсерватории. Позаимствовав индийскую цифровую систему, арабские учёные начали оперировать большими числами, от них пошло понятие «алгебра», употреблённое впервые узбекским математиком Аль-Хорезми (780—847). В области математики Ал-Баттани (850—929) разработал тригонометрические функции (синус, тангенс, котангенс), а Абу-л-Вафа (940—997) сделал ряд выдающихся открытий в области геометрии и астрономии. Использовав труд Галена и Гиппократа, арабские учёные развили медицину, изучили лечебные свойства ряда минералов и растений. Ибн аль-Байтар дал описание более 2600 лекарств и лекарственных и других растений в алфавитном порядке, в том числе около 300 новых. Медицинские знания арабов были сведены в одно целое хирургом госпиталя в Багдаде Мухаммедом ар-Рази (865—925) и ибн Сина Абу Али (Авице́нна; 980—1037), произведение которого «Канон медицины» стал настольной книгой западноевропейских врачей XII—XVII веков. Арабская офтальмология имела близкое к современному представление о строении глаза. Ряд открытий с фармакологической химией сделал алхимик Джабир ибн Хайян (721—815). Арабы ознакомили народы разных стран, в том числе и Западной Европы, с совершенными изделиями из железа, стали, кожи, шерсти и т. д., позаимствовали у китайцев компас, порох, бумагу, завезли в Западную Европу коноплю, рис, тутового шелкопряда, краску индиго; позаимствовали в Китае и продвинули далеко на Запад культуру хлопчатника; впервые начали производить тростниковый сахар, акклиматизировали большое количество садовых и сельскохозяйственных культур.
Значительные успехи были достигнуты в развитии исторической и географической наук. Аль-Вакиди (747—823), Аль-Балазури (820—892) написали историю первых завоевательных походов арабов, а Мухаммад ат-Табари (838—923), Аль-Масуди (ум. в 956), Ибн Кутайба (IX век) и другие собрали сведения по всеобщей истории и ценные данные о жизни разных народов. Арабские учёные, путешественники и купцы оставили интересные описания путешествий в Египет, Иран, Индию, Цейлон, Индонезию, Китай и страны Западной и Восточной Европы, в которых, в частности, ценные сведения о жизни и быте восточных славян (руссов). В этих произведениях рассказывается о славянских княжествах Куябию (Киевское), Славию (Новгородское) и Артанию; Аль-Масуди упоминает о княжестве Астарбрана во главе с Саклаиком, Дулеба с Вандж-Славой; пишут о княжестве Волыняне (Волыни) во главе с Маджаком, которому повиновались славянские племена. Ибн Фадлан, Ибн Русте (Ибн-Даста) писали о быте, обычаях, одежде и занятиях славян. Ибн Хордадбех описал пути, которыми славяне добирались до Средней Азии и Багдада. Ибн-Якуб рассказал о торговле восточных славян с другими народами. Арабские авторы представляют сведения о походах славян, например Святослава, против хазар и булгар. Арабы знали Киев под названием Куяба или Куява. Купец Абу-Гамид, который трижды в 1150—1153 годах посетил Киев («gurud Küjaw»), рассказывает о предметах торговли Руси, денежные знаки (шкурки белок) и т. д. На основании сведений купцов и путешественников арабские учёные составили карту известного им мира. Наряду с достоверными сведениями в трудах арабских учёных встречается немало фантастических измышлений.
Византия

В Византийской империи возрождение древних наук и искусств началось в середине IX века под началом епископа Льва Математика. Там в Магнаврском дворце была открыта высшая школа, где её преподаватели стали собирать хранившиеся в монастырях старинные книги. Придворные грамматики собрали большую библиотеку античных рукописей и создали много компиляций трудов по законоведению, истории и агрономии. Таким образом люди заново узнали о Платоне, Аристотеле, Евклиде и даже о шарообразности Земли.

#### Латинский Запад

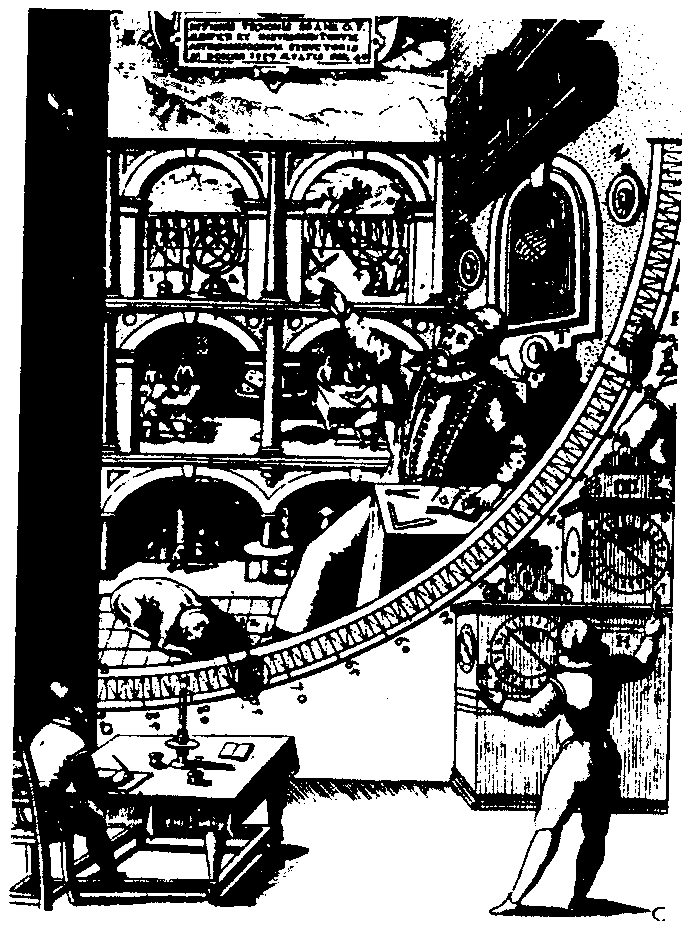
Тихо Браге

Единственными центрами образованности в этот период являлись монастырские школы. Впрочем, они были предназначены прежде всего для самих монахов, да и программа обучения была ограничена общей грамотой и изучением Библии. Однако были и исключения: светские науки изучались в некоторых монастырях Ирландии, а также в знаменитом Вивариуме — монастыре на побережье Ионийского моря, организованном римским аристократом Кассиодором в VI веке н. э.

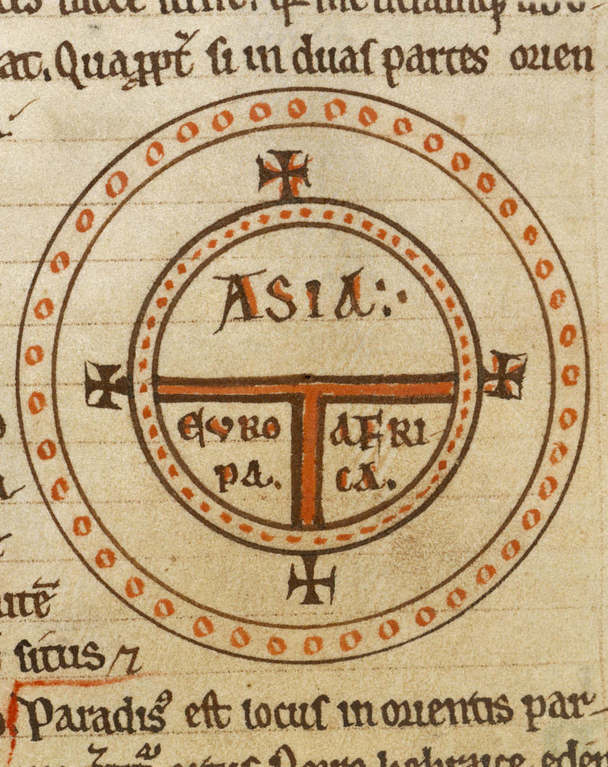
Карта мира Карта Т-О

Церковное начальство относилось достаточно подозрительно к светским наукам. Так, римский папа Григорий I (ок. 550—604 гг.) писал венскому епископу:

Дошло до нас, о чём мы не можем вспомнить без стыда, а именно, что ты обучаешь кого-то грамматике. Известие об этом поступке, к которому мы чувствуем великое презрение, произвело на нас впечатление очень тяжёлое.
Однако именно церковные деятели, как наиболее образованные люди своего времени, явились первыми распространителями научных знаний в средневековой Европе. Так, большую популярность получили энциклопедии античных естественнонаучных знаний, составленные испанским епископом Исидором Севильским (ок. 560—636) — Этимологии и О природе вещей. Уровень этих сочинений, впрочем, был сравнительно невысок; так, описывая научное представление о шарообразности Земли, Исидор отдаёт дань и архаической концепции плоской Земли.
Существенно более высоким был уровень написанного несколько позже трактата О природе вещей британского монаха Беды Достопочтенного (ок. 672—735). В сочинении Об исчислении времени Беда ясно излагает концепцию шарообразности Земли и объясняет с её помощью неравенства светлого и тёмного времён суток. Беда был известен также как знаток астрономии, специалист по трудной календарной проблеме — вычислению даты Пасхи.
Каролингский период (IX—XI века)
Перелом в европейском просвещении наступил в конце VIII века — времени правления императора Карла Великого. В изданном им указе предписывалось организовывать при соборах и монастырях школы, где наряду с духовными изучались бы и светские дисциплины. Инициатором реформы был британский монах Алкуин, которому Карл поручил создать при его дворце в Аахене школу («академия») для членов императорской семьи, где в том числе изучались и семь свободных искусств: грамматика, логика, риторика, астрономия, арифметика, геометрия, музыка.
Первоначально образовательная реформа Карла Великого коснулись лишь знати: монастырские школы, где обучались дети из окрестных деревень, были в значительной мере закрыты. Тем не менее, процессы, запущенные Карлом Великим, привели к постепенному росту образованности среди широких слоёв горожан. По сравнению с монастырскими, городские школы IX—XI веков (работавшие, как правило, при кафедральных соборах) имели значительно более широкие программы обучения: наряду с богословием, там преподавались также свободные искусства, светская литература. Это привело к значительному подъёму интереса к науке.
Основными источниками научных знаний европейцев были энциклопедические и комментаторские труды древнеримских авторов — Плиния, Марциана Капеллы, Макробия, Халкидия. Вместе с тем, ряд писателей этого периода основывались на каких-то ненаучных, фантастических источниках; так, Павел Диакон, Ноткер Заика и некоторые другие авторы упоминали о существовании различных вымышленных существ, таких как люди с пёсьими головами, минотавры, василиски, различные безголовые, одноногие, одноглазые люди и т. п. (эти слухи повторялись вплоть до XIII века).

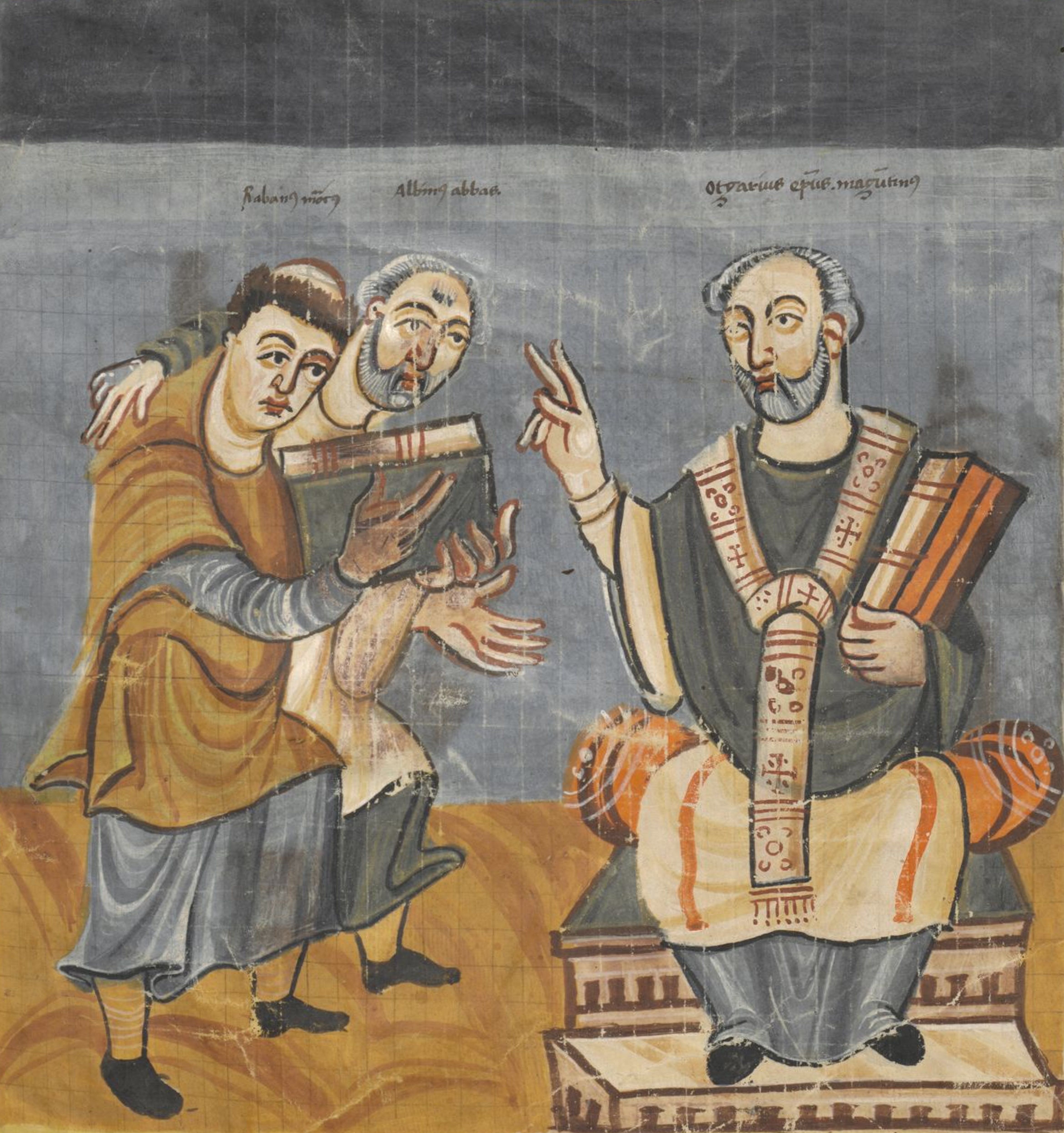
Рабан Мавр (слева) и Алкуин (в центре) подносят свои книги епископу Отгару Майнцскому

Важным событием этого периода было создание в 847 году немецким богословом, аббатом Рабаном Мавром (учеником Алкуина) 22-томной энциклопедии О природе вещей. Дух средневековья проявился в том, что Рабан описывал не только объективные «свойства слов и природу вещей», сколько их мистическое толкование в духе христианства. 22 тома энциклопедии Рабана символически соответствуют двадцати двум книгам Ветхого завета и трактуются как пропедевтическое введение к Новому завету.
Одним из немногих или даже единственным профессиональным учёным этого периода может быть назван французский монах Герберт Орильякский (ок. 946—1003), избранный в конце жизни римским папой под именем Сильвестр II. Герберт постигал астрономию и математику у арабских учёных во время своего путешествия в Испанию. Работая учителем в городской школе при кафедральном соборе Реймса, он использовал как изобретённые им самим, так и усовершенствованные им астрономические приборы. Герберт возродил использование абака, ввёл в практику математических расчётов арабские цифры (изученные им во время путешествия в Испанию) и десятичную систему счисления.
В этот период начала интенсивно развиваться и схоластика, представлявшая собой богословие, основанное не только на Откровении, но и на логических рассуждениях. Представителями этого направления были Иоанн Скот Эриугена (ок. 810—878), Ансельм Кентерберийский (1033—1109), Беренгар Турский (ок. 1000—1088), Иоанн Росцелин (ок. 1050—1122).
Впрочем, этот период отмечен и резкими выступлениями против науки и светской философии. Лидером этого движения стал влиятельный итальянский религиозный деятель XI века, кардинал Пётр Дамиани (1006/1007—1072). Он говорил:

К чему наука христианам? Разве зажигают фонарь, чтобы видеть солнце? …Платон исследует секреты таинственной природы, определяет орбиты планет и рассчитывает движение звёзд — я с презрением отвергаю всё это. Пифагор выделяет на сфере Земли параллели — я не испытываю к этому никакого почтения… Евклид бьётся над запутанными задачами о своих геометрических фигурах — я также отвергаю его.

В трактате О божественном всемогуществе Дамиани утверждает, что если бы Бог захотел, он мог бы изменить даже прошлое, хотя это и выглядит логически невозможным. Поскольку развитие науки и само её существование невозможно без логики, этот тезис поставил бы крест на развитии науки и рационального познания вообще.
Ренессанс XII века
В XII столетии культура приобрела значительно более светский характер, чем в предшествующую эпоху. Этот период отмечен значительными изменениями в европейской культурной жизни: появлением поэзии вагантов, созданием таких знаменитых литературных произведений, как цикл о короле Артуре и легенда о Тристане и Изольде, разработка нового стиля в архитектуре — готики. Продолжала развиваться схоластика, отмеченная, в частности, такими именами, как Пьер Абеляр и Гильберт Порретанский. Философы повернулись лицом к античному наследию. Как сказал французский мыслитель начала XII века Бернар Шартрский,

Мы — карлики, взобравшиеся на плечи гигантов. Мы видим больше и дальше, чем они, не потому, что взгляд у нас острее и сами мы выше, но потому, что они подняли нас вверх и воздвигли на свою гигантскую высоту.
Положительные изменения коснулись и науки.
До XII века в Европе практически не было научной литературы на латинском языке. Однако ещё в X—XI вв. некоторые любознательные европейцы совершали паломничество за знаниями в Испанию, где находились крупные научные центры арабского мира (в их числе был, например, Герберт Орильякский — будущий римский папа Сильвестр II). Они возвращались домой с ценным багажом книг на арабском языке, которые тут же переводились на латынь. Однако интенсивный процесс перевода арабской научной литературы, включая сочинения древнегреческих учёных, начался в XII столетии. Самым активным деятелем этого движения был работавший в Толедо итальянец Герардо Кремонский (ок. 1114—1187), который перевёл с арабского на латынь более 70 книг по математике, астрономии, оптике, философии, медицине. В их числе были Альмагест Птолемея, Начала Евклида, Физика, О Небе и другие естественнонаучные трактаты Аристотеля, Об измерении круга Архимеда, медицинские трактаты Гиппократа и Галена, а также труды мусульманских учёных Сабита ибн Корры, ал-Кинди, Авиценны, ал-Хайсама, ал-Фараби, ар-Рази.

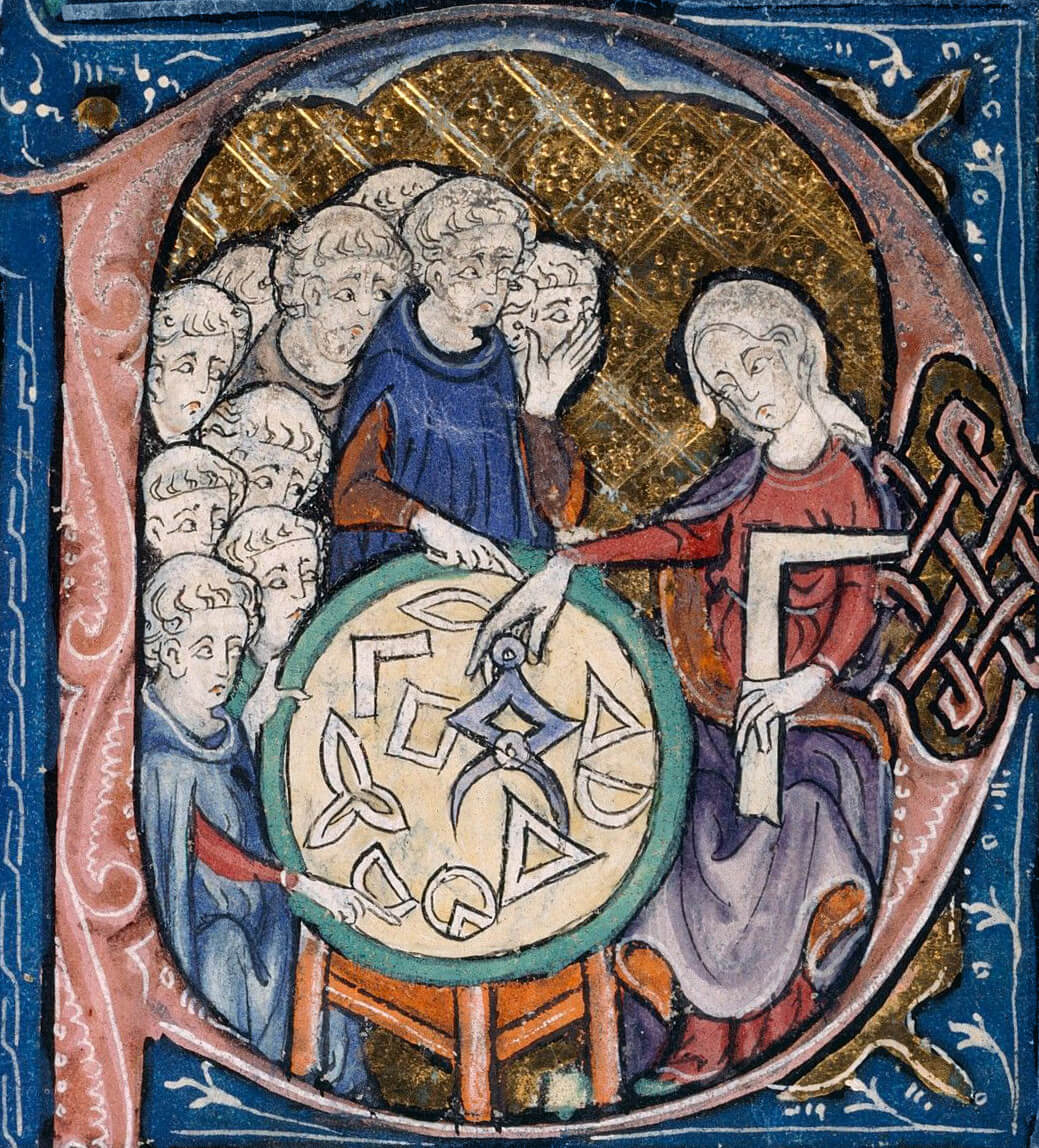
Фронтиспис Начал Евклида в переводе Аделарда на латинский язык

Другим выдающимся переводчиком с арабского на латынь был английский философ и путешественник Аделард из Бата (ок. 1080—1160). В частности, он перевёл с арабского на латынь Начала Евклида и Зидж (астрономические таблицы вместе с теоретической частью астрономии) ал-Хорезми, впервые познакомив европейцев с тригонометрией. Продуктивная школа переводчиков действовала также на Сицилии.
Ещё в XI веке один из основоположников схоластики Ансельм Кентерберийский утверждал, что Бог в своей благости пообещал не менять установленного им порядка природы, тем самым добровольно ограничив своё всемогущество. Позднее аналогичной точки зрения придерживался и Пьер Абеляр: при сотворении мира Бог дал природе всё, что ей необходимо, так что теперь для её существования не нужны какие-либо воздействия со стороны Творца. В начале XII века получила распространение философская концепция, согласно которой мир, хоть и сотворён Богом, но в дальнейшем развивался на основе своих собственных (Богом данных) законов; человеку, сотворённому по образу и подобию Божиему, дан разум, благодаря которому они в состоянии эти законы познать, и только в том случае, если рациональное объяснение невозможно, следует ссылаться на непосредственное вмешательство Господа. Одним из ярчайших представителей этого направления является Аделард из Бата, выразивший его в сочинении Естественные вопросы. Эта точка зрения получила наглядное воплощение в трудах группы натурфилософов Шартрской школы — Гильома из Конша, Тьерри из Шартра и Бернарда Сильвестра. Шартрские мыслители развивали натуралистические концепции, в которых развитие мира не предполагает прямого божественного вмешательства.
Рационалистические и натуралистические взгляды Абеляра, Аделарда и натурфилософов Шартрской школы подвергались ожесточённой критике консервативных религиозных деятелей. О них упоминает в своём сочинении Философия мира Гильом из Конша:

Они сами по себе невежественны в вопросах сил природы и желают, чтобы все люди разделяли их невежество; они не хотят, чтобы кто-либо проводил исследования, но предпочитают, чтобы мы верили как крестьяне, не вопрошая о естественных причинах вещей. Мы, однако, говорим, что причины всего должны быть расследованы… Но эти люди,… если они знают, что кто-то предаётся исследованиям, объявляют его еретиком.
Неформальным лидером ортодоксов был аббат Бернар Клервоский, один из влиятельнейших религиозных деятелей средневековья. Бернар решительно осуждал познание природы ради самого познания, а также любые попытки разобраться с помощью разума в сути самой религии. Он был инициатором нескольких инквизиционных процессов против философов, проявлявших самостоятельность мышления (Пьера Абеляра и Гильберта Порретанского), пусть даже и в рамках католичества. Один из соратников Бернара предъявил обвинение в ереси и Гильому из Конша.
Схоластика
Стремясь сделать теологию наукой, схоластики ставили вопрос не только о том, какой может быть наука, но и о том, почему она должна быть. Схоластики исходили из того, что в познании нужно различать его содержание и деятельность. У них это различие являлось незыблемым потому, что аналогию ему они находили в вере, где различается объективная и субъективная стороны. Содержание христианской веры неизменно, тогда как акт веры и способы восприятия её содержания изменяются согласно разнообразию верующих.
По представлениям схоластиков, предметом науки служат не вещи сами по себе, но общее и необходимое в вещах. Знание об отдельном, как оно даётся чувственным восприятием, имеет своё значение не само по себе, а только для практических нужд. Другой вывод из данного понятия о науке заключается в том, что наука хотя направляется на общее, но своим объектом имеет не общие понятия сами по себе, а вещи, которые мыслятся при их посредстве: только логика составляет здесь исключение. Такими определениями науке обеспечивается её реальное содержание. Однако, это можно сказать только о том направлении средневековой мысли, которое называется реализмом: схоластический реализм именно понимает общее как реально сущее в вещах, между тем как другое, противоположное ему направление — номинализм — содержанием знания ставит только понятия, слова и имена. Третье следствие — то, что есть множество наук, так как существует множество вещей, которые могут быть их объектом. Не только знанию отдельного как условию частных поступков, но также и науке как целому схоластики придавали нравственное значение и тем думали дать ответ на вопрос, почему наука должна быть.
Возрождение
В эпоху Возрождения происходит поворот к эмпирическому и свободному от догматизма рационалистическому исследованию, во многом сравнимый с переворотом VI в. до н. э. Этому способствовало изобретение книгопечатания (середина XV века), резко расширившего базу для будущей науки. Прежде всего происходит становление гуманитарных наук, или studia humana (как называли их в противоположность богословию — studia divina); в середине XV в. Лоренцо Валла издаёт трактат «О подложности Константинова дара», заложив тем самым основы научной критики текстов, сто лет спустя Скалигер закладывает основы научной хронологии.
Параллельно идёт стремительное накопление новых эмпирических знаний (особенно с открытием Америки испанцами и началом эпохи Великих географических открытий португальцами), подрывающее картину мира, завещанную классической традицией. Жестокий удар по ней наносит и теория Коперника. Возрождается интерес к биологии и химии.

### Зарождение современной науки

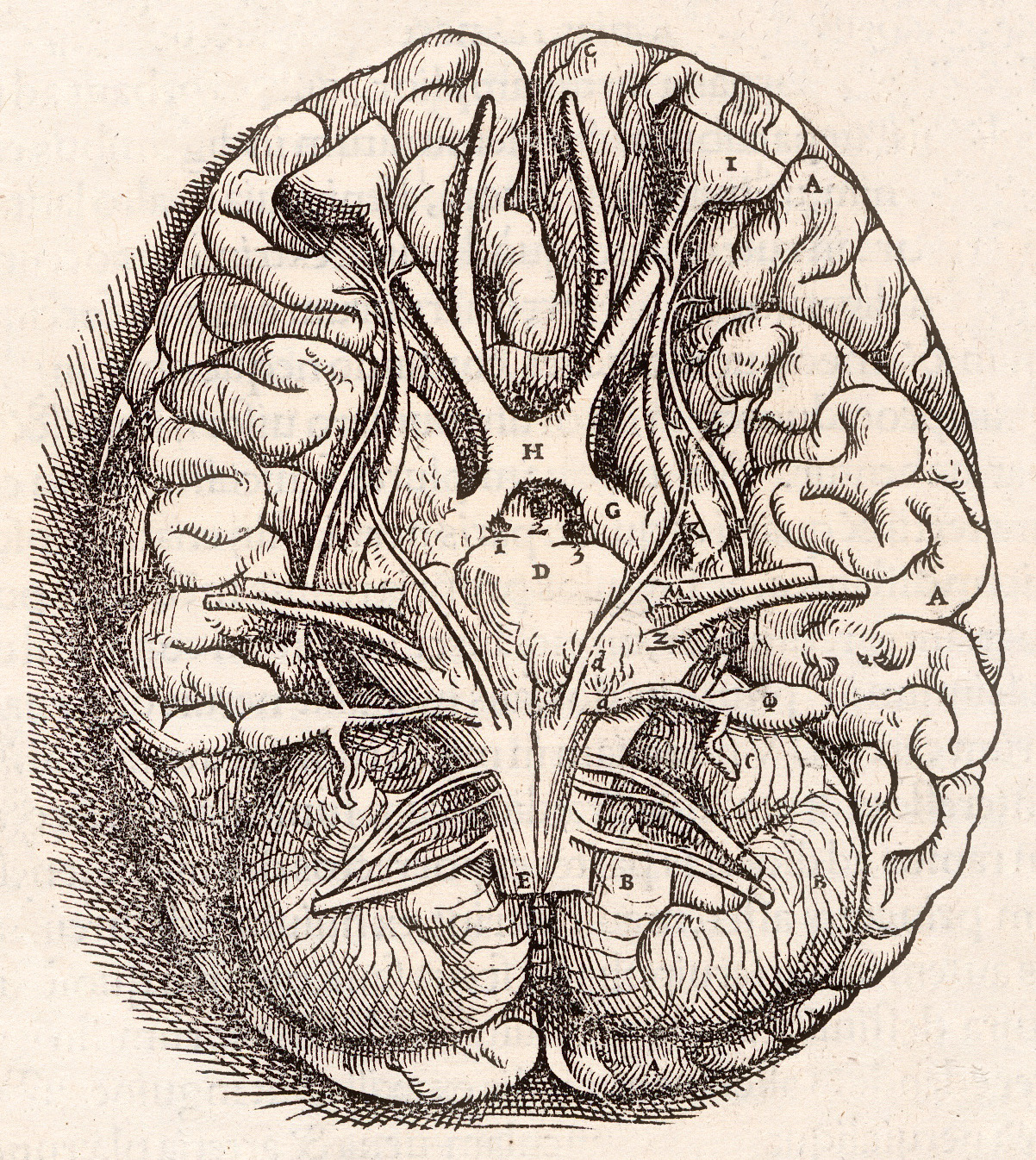
Везалий возродил анатомию

Современное экспериментальное естествознание зарождается только в конце XVI века. Его появление было подготовлено протестантской Реформацией и католической Контрреформацией, когда под вопрос были поставлены самые основы средневекового мировоззрения. Так же как Лютер и Кальвин преобразовали религиозные доктрины, работы Коперника и Галилея привели к отказу от астрономии Птолемея, а труды Везалия и его последователей внесли существенные поправки в медицину. Эти события положили начало процессу, ныне называемому научной революцией.

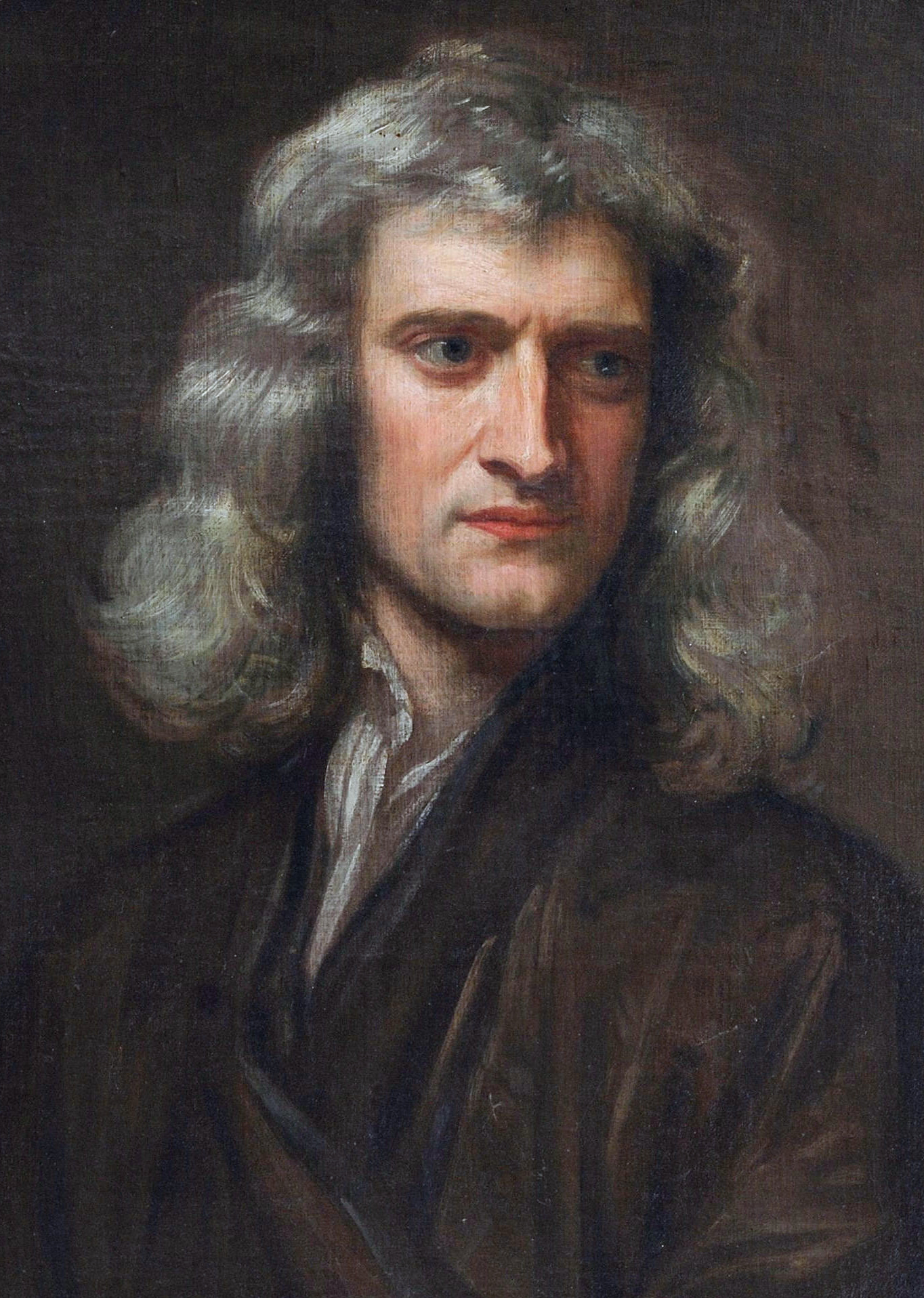
Ньютон, Исаак

Теоретическое обоснование новой научной методики принадлежит Фрэнсису Бэкону, обосновавшему в своём «Новом органоне» переход от традиционного дедуктивного подхода (от общего — умозрительного предположения или авторитетного суждения — к частному, то есть к факту) к подходу индуктивному (от частного — эмпирического факта — к общему, то есть к закономерности). Появление систем Декарта и особенно Ньютона — последняя была целиком построена на экспериментальном знании — знаменовали окончательный разрыв «пуповины», которая связывала нарождающуюся науку Нового времени с антично-средневековой традицией. Опубликование в 1687 году «Математических начал натуральной философии» стало кульминацией научной революции и породило в Западной Европе беспрецедентный всплеск интереса к научным публикациям. Среди других деятелей науки этого периода выдающийся вклад в научную революцию внесли также Браге, Кеплер, Галлей, Браун, Гоббс, Гарвей, Бойль, Гук, Гюйгенс, Лейбниц, Паскаль.
Эпоха Просвещения
На смену XVII веку, «веку Разума», пришёл век XVIII, «эпоха Просвещения». На базе науки, созданной Ньютоном, Декартом, Паскалем и Лейбницем, развитие современной математики и естествознания продолжалось поколением Франклина, Ломоносова, Эйлера, де Бюффона и д’Аламбера. С изданием многочисленных энциклопедий, в том числе «Энциклопедии» Дидро, началась популяризация науки.
Научная революция в естествознании привела к переменам в философии и общественных науках, развитие которых в этот период перестало зависеть от богословских споров. Кант и Юм положили начало светской философии, а Вольтер и распространение атеизма полностью отстранили церковь от решения философских вопросов для всё более многочисленных слоёв населения Европы. Труды Адама Смита и Давида Рикардо заложили основы современной экономики, а американская и французская революции — современного политического устройства мира.

### Современная наука

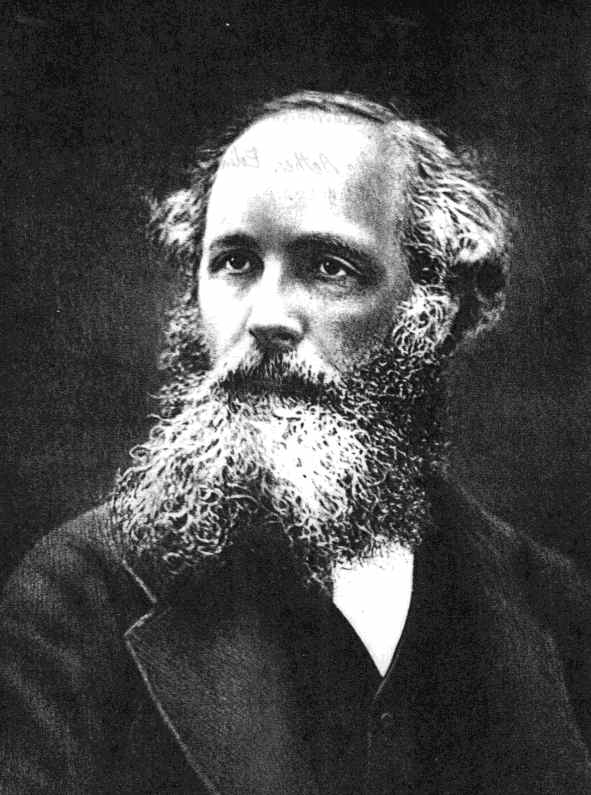
Дж. Максвелл

Лишь в XIX веке наука стала профессиональной, а понятие «учёный» стало означать не просто образованного человека, а профессию определённой части образованных людей. В эту эпоху сложились основные институты современной науки, а возрастание роли науки в обществе привело к её включению во многие аспекты функционирования национальных государств. Мощный толчок этим процессам дала промышленная революция, в которой научное знание переплелось с технологическими достижениями. Развитие технологий стимулировало развитие науки, а последняя, в свою очередь, создавала фундамент для новых технологий.

#### Естественные науки
Физика

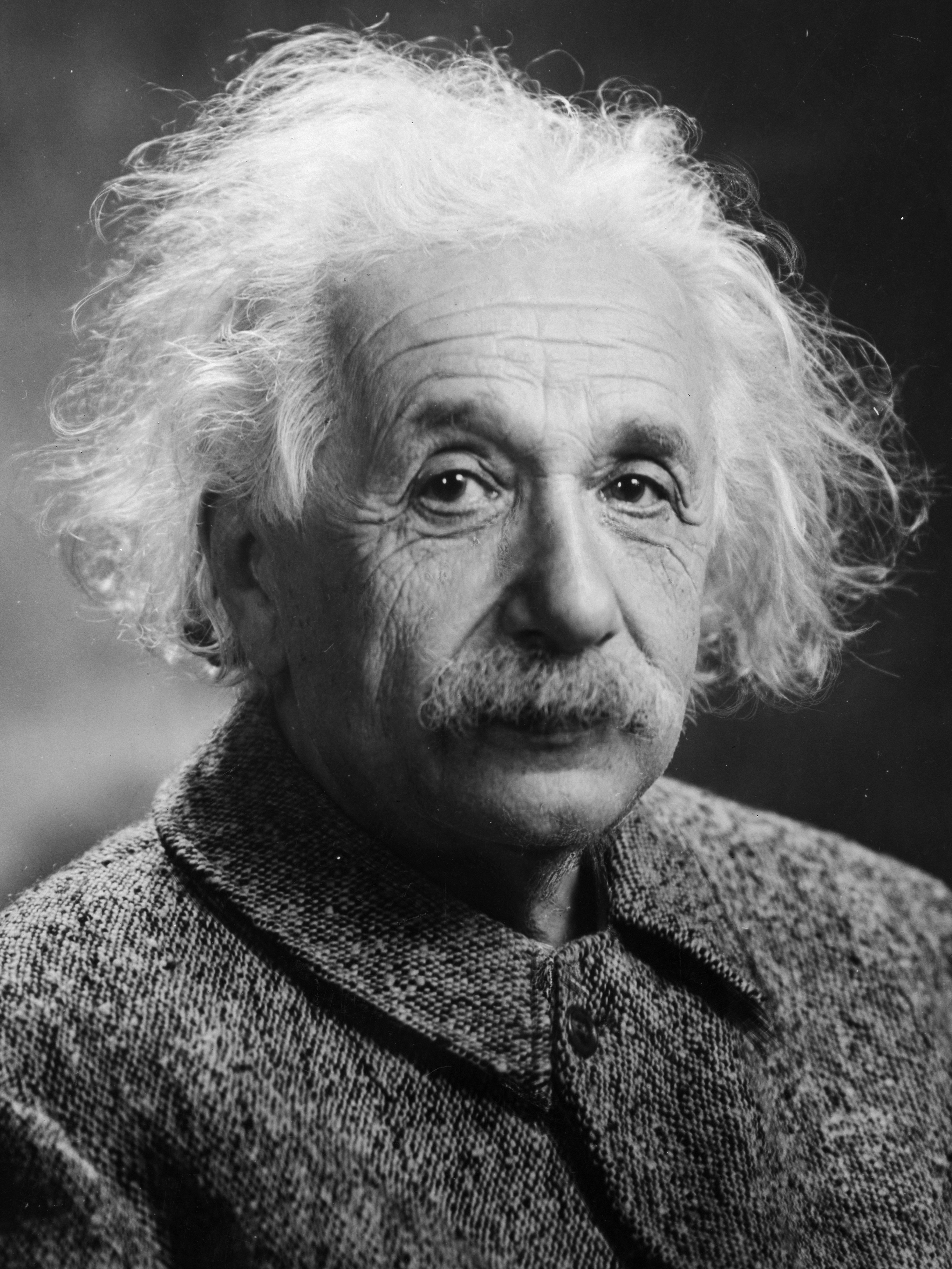
Эйнштейн, Альберт

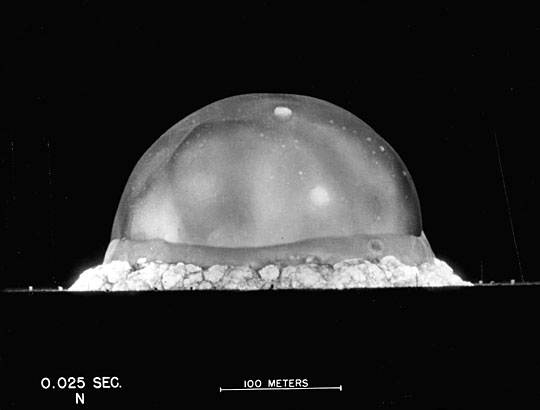
Первый взрыв атомной бомбы

Физика развивалась в эпоху Средневековья в мусульманском Востоке. Мусульманский еврейский физик и натурфилософ Абуль Баракат Натанель был сторонником научного метода, считал важным ставить эксперименты . Он написал книгу Китаб аль-Му’табар с критикой физики и философии Аристотеля, в которой он разработал концепции, близкие к современным.
Внёс значительный вклад в развитие средневековой теории механического движения — теории импетуса . По поводу движения Натанель считал: «Предлагается объяснение ускорения падающих тел накоплением последовательного приращения мощности с последовательным шагом скорости». Это закон классической механики, — сила, действующая непрерывно, производит ускорение. Теория Абуль Баракат Натанеля о движении и различии между скоростью и ускорением показала, что сила пропорциональна ускорению, а не скорости .
Абуль Баракат Натанель подверг критике концепцию Аристотеля о времени как о «мере движения», считая время «мерой бытия» .
Классическая теория гравитации была создана ещё Ньютоном. Аналогичная теория электричества и магнетизма появилась в XIX в. благодаря трудам Фарадея, Ома и Максвелла.
В начале XX века в физике началась новая революция. Классическая механика Ньютона оказалась несовершенной, а её применимость — ограниченной. Для описания явлений микромира Макс Планк и Нильс Бор заложили основы квантовой механики, а для очень больших расстояний и скоростей, сравнимых со скоростью света, Альберт Эйнштейн предложил теорию относительности. Уже в 1920-х годах аппарат квантовой теории был развит Гейзенбергом и Шрёдингером так, чтобы с математической точностью описывать наблюдаемое в эксперименте поведение элементарных частиц, а астрономические наблюдения Эдвина Хаббла подтвердили соответствие поведения далёких галактик уравнениям Эйнштейна и позволили впоследствии создать теорию Большого взрыва, объясняющую происхождение и наблюдаемое ныне развитие Вселенной.
Вторая мировая война стимулировала работы по созданию атомной бомбы, которыми начались физические эксперименты, требующие огромных капиталовложений, создания больших машин и работы всё большего количества учёных. Их главным работодателем стали правительства, которые поняли значимость наук и технологий как для армии, так и для промышленности.
Химия
История современной химии начинается со знаменитой книги Роберта Бойля «Химик-скептик» (1661), с которой в науке началось утверждение критического метода мышления, а также работ Каллена, Блэка и других медицинских химиков, широко применявших в своей работе количественные методы. Следующий важный шаг был сделан Антуаном Лавуазье, который отверг господствующую в то время теорию флогистона, разработал кислородную теорию горения и сформулировал закон сохранения массы (независимо от него этот закон был также сформулирован Михаилом Ломоносовым).
Самым логичным объяснением этому и другим законам химии (к началу XIX века был сформулирован целый ряд законов стехиометрии) стала атомная теория Джона Дальтона, согласно которой химические и физические свойства вещества определяются свойствами его мельчайших частиц. Одной из важнейших задач химии после этого стало определение атомных масс, опираясь на которое Дмитрий Менделеев в 1869 году открыл один из фундаментальных законов мироздания — периодический закон.
В 1820-х годах осуществлённый Вёлером химический синтез мочевины открыл эпоху органической химии. В течение XIX века химики синтезировали сотни органических соединений, а к концу столетия научились использовать в качестве сырья для промышленного химического синтеза нефть. В XX веке нефть стала не только топливом, но и источником для производства новых синтетических материалов, в частности, тканей и пластмасс.
Биология и медицина
В 1847 году венгерский врач Игнац Филипп Земмельвайс предложил своим коллегам мыть руки, прежде чем входить в отделение для рожениц, и эта простая рекомендация помогла радикально снизить детскую смертность от инфекционной лихорадки. Однако, поскольку наблюдения Земмельвайса были чисто эмпирическими, они были приняты далеко не всеми и не сразу. Лишь после разработки в 1865 году принципов антисептики Джозефом Листером в медицине окончательно восторжествовала теория инфекционного агента.
Она была основана на открытиях Луи Пастера, который связал гниение, брожение и болезни с микроорганизмами. Ему же в 1880 году удалось создать вакцину от бешенства, а также изобрести пастеризацию.
Одним из величайших достижений науки XIX века стала теория эволюции посредством естественного отбора, предложенная Чарлзом Дарвином в 1859 году. Дарвин предположил, что все ныне существующие и многочисленные уже открытые к тому времени ископаемые виды живых существ были созданы за миллионы лет естественным отбором, подобно тому, как человек за несколько тысяч лет создал несколько видов домашних животных и растений посредством искусственного отбора. Теория Дарвина произвела большое впечатление на широкие круги общественности и привела к существенному пересмотру взглядов на место, занимаемое человеком в мире.
В отличие от работ Дарвина, скромная публикация монаха из Моравии Грегора Менделя (1866) в течение длительного времени не привлекала никакого внимания. Лишь в начале XX века учёные обнаружили, что этот человек на десятилетия опередил их в исследовании законов наследственности. После этого начался расцвет сначала классической, а затем и молекулярной генетики, которая оказалась едва ли не главной движущей силой развития биологии в XX веке. К 1953 году Джеймс Уотсон и Фрэнсис Крик, основываясь на исследованиях Розалинды Франклин и Морисa Уилкинсa, предложили общепринятую ныне модель структуры и функции ДНК. Во второй половине XX века разрабатывались методы генной инженерии, а к началу XXI века учёные имели в своём распоряжении полные структуры геномов человека и целого ряда других организмов, важных для дальнейшего развития биологии, медицины и сельского хозяйства.

#### Гуманитарные науки
Успешное использование научного метода в естественных науках впоследствии привело к применению той же методологии к изучению поведения человека и его социальной жизни.
Психология
Начало психологии как современной науки датируется концом XIX в. В 1879 г. Вильгельм Вундт основал в Лейпциге первую лабораторию исключительно для психологических исследований. Среди других основателей современной психологии — Герман Эббингауз, Иван Павлов и Зигмунд Фрейд. Их влияние на последующие работы в этой области, особенно влияние Фрейда, было чрезвычайно сильным, хотя и не столько в силу важности их собственных трудов, сколько в определении направления дальнейшего развития психологии.
Уже в начале XX века теории Фрейда считали не очень научными. В это время были разработаны атомистический подход Эдварда Титченера, бихевиоризм Джона Уотсона и ряд других направлений. К концу XX века было развито ещё несколько новых междисциплинарных областей, в совокупности получивших название когнитивных наук. В них для исследования используют методы эволюционной психологии, лингвистики, информатики, нейробиологии и философии. Распространились новые методы изучения активности мозга, такие как позитронно-эмиссионная и компьютерная томография, а также работы с искусственным интеллектом.
Экономика

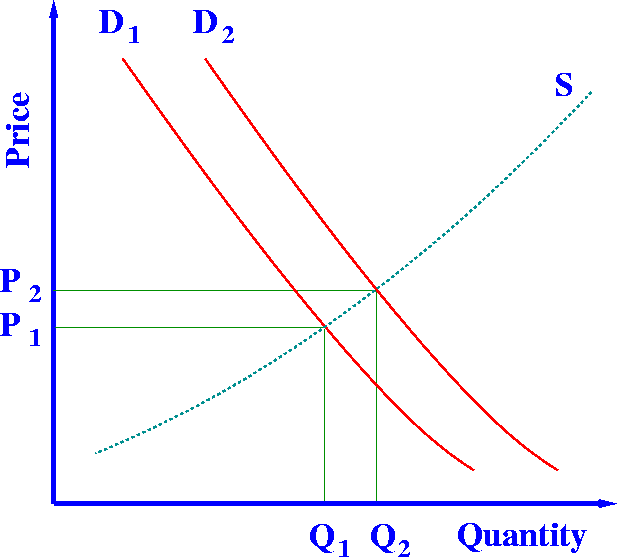
Модель спроса и предложения

Основа классической политической экономии была заложена Адамом Смитом в его знаменитой работе «Исследование о природе и причинах богатства народов» (1776). Смит критиковал популярную в его время теорию меркантилизма и отстаивал свободу торговли и разделения труда. Он считал, что большая экономика может быть саморегулирующейся, если её движущей силой является частный интерес. Эти выводы являются основой современного либерализма. Смит одним из первых сделал вывод о том, что товары обмениваются пропорционально затратам рабочего времени на их производство (трудовая теория стоимости). Но последовательное применение этого принципа, в том числе и к рынку труда, приводило к противоречию с наблюдаемой действительностью. Согласно выводам Смита, в свободной конкурентной среде капиталист не должен систематически получать прибыль, прибыль возможна лишь эпизодично, как случайное отклонение от точки равновесия. Позже Карл Маркс предложил другую модель экономической системы — теорию прибавочной стоимости. Согласно этой теории, при капитализме товаром становится рабочая сила, применение которой в производстве создаёт новую стоимость, которая по своему размеру больше, чем стоимость рабочей силы. Излишек стоимости в форме прибыли на капитал присваивает капиталист — хозяин средств производства.
Полемизируя с марксистами, экономисты австрийской школы отказались от анализа природы прибыли и предложили теорию предельной полезности.
В 1920-х годах Джон Мейнард Кейнс ввёл в экономическое учение различие между микроэкономикой и макроэкономикой. Согласно кейнсианской теории, тенденции, складывающиеся в макроэкономике, могут оказывать регулирующее влияние на свободный экономический выбор субъектов микроэкономики. Чтобы регулировать рынок, государство может поддерживать совокупный спрос, поощряя экономическую экспансию.
После Второй мировой войны Милтон Фридман создал ещё одну популярную экономическую теорию — монетаризм. В рамках этого учения национальная валюта рассматривается как одно из средств государственного регулирования экономики, а её главным регулирующим институтом является Центральный банк.
Социология
Ранним предшественником социологов можно считать арабского средневекового автора Ибн Хальдуна. Но современная социология также начинается в XIX веке с работ Эмиля Дюркгейма, Макса Вебера, Георга Зиммеля и других учёных. Их целью были понимание социальной структуры, связей между социальными группами, а также разработка средств от дезинтеграции общества и для его рациональной модернизации. Социологические исследования на микроуровне, начатые Зиммелем, стали особенно популярны в американской науке, видными представителями которой являются Джордж Герберт Мид, Герберт Блумер и Толкотт Парсонс, основоположник структурного функционализма. Среди других направлений, разрабатывавшихся в XX веке, можно также отметить школу Ирвина Гофмана и теорию рационального выбора.
Политология
Хотя изучение политики имеет очень давние традиции, как современная наука политология появилась даже позднее многих других общественных наук. Она образовалась на стыке истории, политической философии, этики, политической экономии и других областей науки и философии. Кроме исследования политических феноменов, у политологии, как и у этики, имеется нормативная часть, задачей которой является определение характеристик и функций идеальной формы правительства.
Ранними исследователями политики считаются Платон, Аристотель, Фукидид, Ксенофонт и даже Гомер, Гесиод и Еврипид. В Древнем Риме выдающимися знатоками политики были Юлий Цезарь, Цицерон, Полибий, Тит Ливий, Плутарх, Августин, в мусульманских странах — Омар Хайям, Фирдоуси, Ибн Сина, Рамбам, Ибн Рушд, в средневековой Европе — Макиавелли.
В XIX—XX веках в связи с развитием идеологии, бихевиоризма и международных отношений в политологии появилось несколько новых направлений: теория избирательной системы, теория игр, геополитика/политическая география, политическая экономия, политическая психология/политическая социология, теория государственного управления, сравнительный политический анализ, теория конфликтов.

### История научных сообществ
- 1435 — Понтаниана (Неаполь)
- 1652 — Леопольдина (Галле)

Доли публикаций по естественным наукам на основных языках (1880—2005)

- 1660 — Лондонское королевское общество
- 1666 — Парижская академия наук
- 1700 — Берлинская академия наук
- 1714 — Болонская академия наук
- 1724 — Академия наук и художеств в Санкт-Петербурге
- 1739 — Шведская королевская академия наук (Стокгольм)
- 1742 — Датская королевская академия наук (Копенгаген)
- 1751 — Гёттингенская академия наук
- 1757 — Туринская академия наук
- 1759 — Королевская Баварская академия наук (Мюнхен)
- 1763 — Гейдельбергская академия наук
- 1779 — Лиссабонская академия наук
- 1783 — Королевское общество Эдинбурга
- 1785 — Ирландская королевская академия (Дублин)
- 1825 — Венгерская академия наук (Будапешт)
- 1846 — Саксонская академия наук (Лейпциг)
- 1847 — Императорская академия наук (Вена)
- 1863 — Национальная академия наук США (Вашингтон)
- и другие научные сообщества и организации

### Международные научные организации
Основные международные научные организации в которые входят учёные из России:
- Международный научный совет (бывший ИКСУ) — International Science Council (ISC)
- Международный математический союз (ММС) — International Mathematical Union (IMU)
- Международный союз теоретической и прикладной химии (ИЮПАК) — International Union of Pure and Applied Chemistry (IUPAC)
- Международный союз теоретической и прикладной физики (ИЮПАП) — International Union of Pure and Applied Physics (IUPAP)
- Комитет ИКСУ по исследованию космического пространства (КОСПАР) — Committee on Space Research (COSPAR)
- Международный союз биологических наук (МСБН) — International Union of Biological Sciences (IUBS)
- Международная организация по исследованию мозга (ИБРО) — International Brain Research Organization (IBRO)
- Международный союз физиологических наук (МСФН) — International Union of Physiological Sciences, (IUPS)
- Международный астрономический союз (МАС) — International Astronomical Union (IAU)
- Научный комитет ИКСУ по антарктическим исследованиям (СКАР) — Scientific Committee on Antarctic Research (SCAR)
- Научный комитет ИКСУ по океанографическим исследованиям (СКОР) — Scientific Committee on Oceanic Research (SCOR)
- Международная федерация по теории машин и механизмов (ИФТОММ) — International Federation for the Promotion of Mechanism and Machine Science (IFToMM)
- Научный комитет ИКСУ по солнечно-земной физике (СКОСТЕП) — Scientific Committee on Solar-Terrestrial Physics (SCOSTEP)
- Международная ассоциация по мерзлотоведению (МАМ) — International Permafrost Association (IPA)
- Международный союз по теоретической и прикладной механике (ИЮТАМ) — International Union of Theoretical and Applied Mechanics (IUTAM)
- Международный сейсмологический центр (МСЦ) — International Seismological Center (ISC)
- Международный союз теоретической и прикладной биофизики (ИЮПАБ) — International Union of Pure and Applied Biophysics (IUPAB)
- Комиссия по геологической карте Мира (КГКМ) — Commission for the Geological Map of the Word (CGMW)
- Международный географический союз (МГС) — International Geographical Union (IGU)
- Международная федерация по автоматическому управлению (ИФАК) — International Federation of the Automatic Control (IFAC)
- Всемирная программа исследования климата (ВПИК) — World Climate Research Programme (WCRP)
- Международный геодезический и геофизический союз (МГГС) — International Union of Geodesy and Geophysics (IUGG)
- Международный союз геологических наук (МСГН) — International Union of Geological Sciences (IUGS)
- Международный союз по изучению четвертичного периода (ИНКВА) — International Union for Quaternary Research (INQUA)
- Комитет ИКСУ по численным данным для науки и техники (КОДАТА) — Committee on Data for Science and Technology (CODATA)
- Международный комитет исторических наук (МКИН) — International Committee of Historical Sciences (ICHS)
- Международный научный радиосоюз (УРСИ) — Union Radio-Scientifique Internationale (URSI)
- Федерация европейских физиологических обществ (ФЕФО) — Federation of European Physiological Societies (FEPS)
- Пагуошское движение учёных (ПД) — Pugwash Conferences on Sciences and World Affairs
- Международный союз по биохимии и молекулярной биологии (МСБМБ) — International Union of Biochemistry and molecular Biology (IUBMB)
- Федерация европейских биохимических обществ (ФЕБО) — Federation of European Biochemical Societies (FEBS)
- Международная комиссия по стеклу (МКС) — International Commission on Glass (ICG)
- Международная комиссия по оптике (МКО) — International Commission for Optics (ICO)
- Международная ассоциация по распознаванию образов (МАРО) — International Association for Pattern Recognition (IAPR)
- Международная федерация философских обществ (МФФО) — Federation Internationale des Societes de Philosophie (FISP)
- Международный арктический научный комитет (МАНК) — International Arctic Sciences Committee (IASC)
- Международный институт прикладного системного анализа (ИИАСА) — International Institute for Applied System Analysis (IIASA)
- Тихоокеанская научная ассоциация (ТНА) — Pacific Sciences Association (PSA)
- Международный академический союз (МАС) — Union Academique Internationale (UAI)
- Международная федерация клинической нейрофизиологии (МФКН) — International Federation of Clinical Neurophysiology (IFCN)
- Международный союз истории и философии науки (МСИФН) — International Union of History and Philosophy Science and Technology (IUHPST)
- Международный союз кристаллографии (МСК) — International Union of Crystallography (IUCr)
- Международный союз геологических наук (IUGS) — International Union of Geological Sciences (IUGS)